# Tábor (huyện)
Huyện Tábor (tiếng Séc: Okres Tábor) là một huyện (okres) nằm trong vùng Nam Bohemia của Cộng hòa Séc. Huyện Tábor có diện tích 1327 km², dân số năm 2002 là 102586 người. Thủ phủ huyện đóng ở Tábor. Huyện này có 111 khu tự quản.

## Các khu tự quản
Huyện Tábor có 111 khu tự quản sau: